# Ministerstwo Przemysłu i Handlu (PRL)
Ministerstwo Przemysłu i Handlu PRL – polskie ministerstwo istniejące w latach 1947–1949, powołane w celu kierowania i zarządzania całokształtem spraw związanych z kształtowaniem polityki przemysłowej i wymiany z zagranicą. Minister był członkiem Rady Ministrów. 

## Powołanie urzędu
Na podstawie dekretu z 1947 r. o zmianach organizacji i zakresie działania naczelnych władz administracyjnych powołano urząd Ministra Przemysłu i Handlu w miejsce zniesionego urzędu Ministra Przemysłu.

## Zakres działania urzędu
Do zakresu działania Ministra Przemysłu i Handlu należały sprawy:
- polityki przemysłowej i polityki handlu wewnętrznego, a sprawy polityki handlu zagranicznego w porozumieniu z Ministrem Spraw Zagranicznych;
- państwowego przemysłu i handlu z wyłączeniem spraw zastrzeżonych innym ministrom na mocy przepisów specjalnych;
- handlu zagranicznego, a w szczególności prowadzenia rokowań przy zawieraniu umów handlowych oraz nadzór nad ich wykonaniem-regulowania obrotu towarowego między Polską a zagranicą;
- wyznaczanie radców handlowych, attachatów handlowych, wyznaczanie iw wysyłanie przedstawicieli w sprawach handlu zagranicznego;
- administracji przemysłowej;
- górnicze i administracji górniczej oraz służba geologiczna;
- nadzór nad organizacjami i zrzeszeniami przemysłowymi, rzemieślniczymi i handlowymi oraz nad samorządem gospodarczym przemysłu, handlu i rzemiosła;
- nadzoru nad urządzeniami wymagającymi dozoru przemysłowo-technicznego, sprawy probiercze oraz kontroli miar;
- ochrony wynalazków, wzorów i znaków towarowych;
- przemysłowego i handlowego szkolenia zawodowego przy współudziale władz zainteresowanych;
- inne sprawy przekazane właściwości Ministra Przemysłu i Handlu w drodze przepisów szczególnych.

## Zniesienie urzędu
Zniesienie urzędu nastąpiło na podstawie ustawy z 1949 r. o zmianie organizacji naczelnych władz gospodarki narodowej zniesiono urząd Ministra Przemysłu i Handlu.